# Pat Garrett & Billy the Kid
Patt Garrett & Billy the Kid – 12. album studyjny Boba Dylana zawierający skomponowaną i wykonywaną przez niego muzykę do filmu Pat Garrett i Billy Kid, nagrany w styczniu i lutym 1973 r. Płyta została dedykowana reżyserowi filmu Samowi Peckinpahowi.

## Historia i charakter albumu
Po dwuletnim okresie przerwy Dylan w końcu zdecydował rozpocząć nagrania. Jednak plonem sesji nie miał być kolejny studyjny album, ale nagranie muzyki do filmu Sama Peckinpaha. Był zresztą jednym z aktorów i mimo licznych cięć i końcowego zmontowania filmu wbrew reżyserowi, część jego roli ocalała, chociaż jest bardzo fragmentaryczna.
Muzyka do filmu powstała na trzech sesjach nagraniowych, które można podzielić na dwie części: sesja meksykańska i sesje kalifornijskie.
Na albumie praktycznie wszystkie utwory (aż 9) pochodzą z sesji kalifornijskich, a z sesji meksykańskiej tylko jeden. Powstało na niej pięć utworów. Na filmie (ale nie na albumie) pojawiają się dwa utwory z tej sesji: „Billy 4” (który ukazał się na albumie) i „Billy Surrenders”. Ta ostatnia kompozycja jest na obu wersjach filmu: pociętej i pozbawionej wielu kluczowych scen wersji oryginalnej oraz nowszej wersji przygotowanej przez samego reżysera według jego pierwotnego planu. W tym drugim filmie utwór ten jest nieco bardziej kompletny. Towarzyszy on scenie w domu publicznym.
Pominięto z tej sesji zarówno na filmie, jak i na albumie utwór „Goodbye Holly”, co jest ciekawe, gdyż była to druga wokalna kompozycja do filmu (pierwsza to „Billy”). Chociaż poświęcona była śmierci, muzycznie była w dość żywym tempie. Jednak Jerry Fielder, aranżer muzyczny, stwierdził, iż piosenka ta nie pasuje do filmu i zażądał nowego utworu. Podczas współpracy obaj serdecznie się znienawidzili.
W wyniku odrzucenia „Goodbye Holly” Dylan skomponował jeszcze w Durango (przeprowadził się do niego w listopadzie 1972 r. z całą rodziną) „Knockin’ on Heaven’s  Door”, którego pierwsze wersy Mama, take this badge off of me/I can't use it anymore odnosiły się raczej do sytuacji samego Dylana.
Druga sesja do albumu (pierwsza z Burbank) zaowocowała całkowicie zaimprowizowanym i zaintonowanym przez Dylana utworem „Rock Me Mama”. Rozwinął się on z riffu, który Dylan zaczął grać natychmiast po ukończeniu skomplikowanego aranżacyjnie „Final Theme”.
Chociaż większość muzyki do tego filmu jest właściwie wariacjami na temacie „Billy’ego”, to jednak dobrze pasuje do filmu. Podkreśla emocjonalnie i tematycznie niektóre sceny, nie stając się nigdy muzyką samą dla siebie i zbyt zwracającą uwagę.
Po wyprowadzce z Durango Dylan z rodziną nie powrócili do Nowego Jorku, tylko zamieszkali w kalifonijskim Malibu.

## Muzycy
- Bob Dylan[a] – gitara, śpiew (sesje 1-3)
- Terry Paul – gitara basowa, śpiew towarzyszący (sesje 1-2)
- Mike Utley – organy (sesja 1)
- Sammy Creason – perkusja (sesja 1)
- Stephen Bruton – gitara elektryczna (sesja 1)
- nieznany chórek – (sesja 1)
- nieznani trębacze – (sesja 1)
- Roger McGuinn – gitara (sesje 2, 3)
- Donna Weiss – chórek (sesja 2, 3)
- Jim Keltner – perkusja (sesja 2)
- Russ Kunkel – tamburyn, bongosy (sesja 2)
- Carol Hunter – gitara, śpiew towarzyszący (sesja 2)
- Brenda Patterson – chórek (sesja 2)
- Gary Foster – flety (sesja 2)
- Carl Fortina – harmonium (sesja 2)
- Fred Katz – wiolonczela (sesja 2)
- Ted Michel – wiolonczela (sesja 2)
- Booker T. Jones – gitara basowa (sesja 3)
- Bruce Langhorne – gitara (sesja 3)
- Priscilla Jones – chórek (sesja 3)
- Byron Berline – śpiew towarzyszący, skrzypce wiejskie (ang. fiddle) (sesja 3)
- Jolly Roger – banjo

## Lista utworów
| 1.  | Main Title Theme (Billy)            | 6:06  |
|     |                                     |       |
| 2.  | Cantina Theme (Workin' for the Law) | 2:56  |
|     |                                     |       |
| 3.  | Billy 1                             | 3:55  |
|     |                                     |       |
| 4.  | Bunkhouse Theme                     | 2:15  |
|     |                                     |       |
| 5.  | River Theme                         | 1:28  |
|     |                                     |       |
| 6.  | Turkey Chase                        | 3:34  |
|     |                                     |       |
| 7.  | Knockin’ on Heaven’s Door           | 2:32  |
|     |                                     |       |
| 8.  | Final Theme                         | 5:23  |
|     |                                     |       |
| 9.  | Billy 4                             | 5:03  |
|     |                                     |       |
| 10. | Billy 7                             | 2:07  |
|     |                                     |       |
|     |                                     | 35:19 |
|     |                                     |       |

## Odrzuty z sesji
Sesja 1
- Billy (instrumentalny)
- Billy
- Under Turkey (instrumentalny)
- Billy Surrenders (instrumentalny)
- Billy Surrenders (z chórkiem żeńskim)
- And He's Killed Me Too (instrumentalny)
- Goodbye Holly
- Pecos Blues (instrumentalny)

Sesja 2
- Sweet Amarillo
- Knockin’ on Heaven’s  Door (instrumentalny)
- Rock Me Mama
- Niezatytułowany instrumentalny
- Final Theme (instrumentalny)
- Ride Billy Ride

Sesja 3
- River Theme (instrumentalny)

## Opis płyty
- Producent – Gordon Carroll
- Studio, miejsce i data nagrań –

1. sesja: CBS Discos Studios, Meksyk), Meksyk; 20 stycznia 1973 r. (9)
2. sesja: Burbank Studios, Burbank, Kalifornia; luty 1973 (4, 7, 8, 10)
3. sesja: Burbank Studios, Burbank, Kalifornia; luty 1973 (1, 2, 3, 5, 6)

- Inżynier – Dan Wallin
- Studio – The Burbank Studios
- Czas – 35 min. 23 sek.
- Fotografie – Manuel Palomino
- Kierownictwo artystyczne i projekt – John Van Hammersveld
- Firma nagraniowa – Columbia
- Numer katalogowy – CK 32460; PCT 32460

Wznowienie na cd
- Firma nagraniowa – Columbia
- Numer katalogowy – CK 32460
- Rok wznowienia – 1989

## Listy przebojów

### Album
| Rok  | Lista                          | Pozycja |
| ---- | ------------------------------ | ------- |
| 1970 | Billboard USA. Albumy popowe   | 16      |
| 1970 | Melody Maker WB. Albumy popowe | 29      |

### Single
| Rok  | Singel                      | Lista                    | Pozycja |
| ---- | --------------------------- | ------------------------ | ------- |
| 1973 | „Knockin’ on Heaven’s Door" | Billboard. Single popowe | 12      |